# Talme Josef
Talme Josef (hebr.: תלמי יוסף) – moszaw położony w samorządzie regionu Eszkol, w Dystrykcie Południowym, w Izraelu.
Leży w zachodniej części pustyni Negew, w pobliżu Strefy Gazy.

## Historia
Moszaw został założony w 1982 przez imigrantów ze Stanów Zjednoczonych i RPA.

## Gospodarka
Gospodarka moszawu opiera się na intensywnym rolnictwie oraz uprawach warzyw i kwiatów w szklarniach.